# دان هوارد
دان هوارد (بالإنجليزية: Daniel Allan Howard)‏ (13 ديسمبر 1976 في أستراليا - ) هو لاعب كرة طائرة شاطئية ولاعب كرة طائرة أسترالي في مركز وسط ‏. شارك في الألعاب الأولمبية الصيفية 2000. ولعب مع Verona Volley ‏.

## وصلات خارجية
- دان هوارد على موقع الاتحاد الأوروبي (الإنجليزية)
- دان هوارد على موقع عالم الكرة الطائرة (الإنجليزية)
- دان هوارد على موقع دوري الدرجة الأولى الإيطالي للكرة الطائرة - رجال (الإيطالية)
- دان هوارد على موقع أوليمبيديا (الإنجليزية)
- دان هوارد على موقع اللجنة الأولمبية الأسترالية (الإنجليزية)